# Maria Bricca
Maria Bricca, soprannominata Bricassa (Pianezza, 2 dicembre 1684 – Pianezza, 23 dicembre 1733), è stata una cuoca italiana, riconosciuta come eroina per il contributo dato al Ducato di Savoia durante l'assedio di Torino del 1706.

## Biografia
Maria Bricca nacque Maria Chiaberge, figlia di Giuseppe Chiaberge (o Ciaberge) e di Francesca Genova. Quando i soldati francesi occuparono e saccheggiarono Pianezza, nel 1693, aveva poco più di otto anni.
Nel 1705, il giorno 8 febbraio, sposò Valentino Bricco (o Brico). Lei aveva ventuno anni, lui quarantuno ed era vedovo con quattro figli. Da allora venne chiamata Maria Bricca, dal cognome del marito.
Rimase presto incinta, partorendo il 16 giugno del 1706 il primo figlio, Giuseppe Domenico.

### Durante l'assedio
L'obiettivo del principe Eugenio di Savoia era quello di liberare il castello di Pianezza dalle truppe francesi. Si sarebbe trattato di un importantissimo successo strategico in quanto i francesi sarebbero poi stati costretti a combattere con le munizioni razionate.
Il principe, venuto a conoscenza del fatto che la ventunenne Maria Bricca viveva in una casa vicina al castello, che vi aveva lavorato e che conosceva un passaggio segreto per accedervi, decise, di concerto con Vittorio Amedeo II di Savoia, di inviare Leopoldo I di Anhalt-Dessau al comando di un numeroso gruppo di Granatieri di Brandeburgo e di soldati sabaudi per prendere la fortezza.
Nella notte fra il 5 settembre e il 6 settembre del 1706 il gruppo, guidato da Maria Bricca, passata la Dora Riparia, attraversò il guado nei pressi della Pieve di san Pietro, percose la galleria (oggi detta "di Maria Bricca"), salì la scala a chiocciola in pietra situata al termine del passaggio e irruppe nel salone delle feste. Molti francesi furono uccisi sul posto, altrettanti presi come prigionieri e anche il bottino fu notevole.
Grazie anche alla posizione raggiunta, la mattina dopo l'armata austro-piemontese prese alle spalle i francesi alle porte di Torino e li travolse costringendoli a una fuga precipitosa verso Pinerolo e poi in Francia. Le perdite dei francesi furono ingenti, e il 7 settembre Torino venne liberata.
Benché l'apporto di Maria Bricca si sia probabilmente limitato alle indicazioni sul percorso da seguire, il suo contributo, o comunque l'apporto di chi diede tali informazioni, fu fondamentale. Esistono differenti narrazioni riguardanti l'episodio, nelle quali Maria Bricca svolge di volta in volta un ruolo più o meno principale. Alcune fonti, ad esempio, narrano come ella spiegò in persona al principe Eugenio come accedere al Salone delle Feste. Nonostante la discordanza delle fonti sui dettagli, il ruolo nella presa del castello di Pianezza fu determinante per la riuscita dell'operazione militare.

### Dopo le vicende
Dopo le vicende dell'assedio, Maria Bricca tornò alla propria vita e condusse una comune esistenza da popolana. Morì poi all'età di 49 anni. Il marito morì un anno dopo di lei, attorno all'età di settant'anni.

## Nella memoria storica

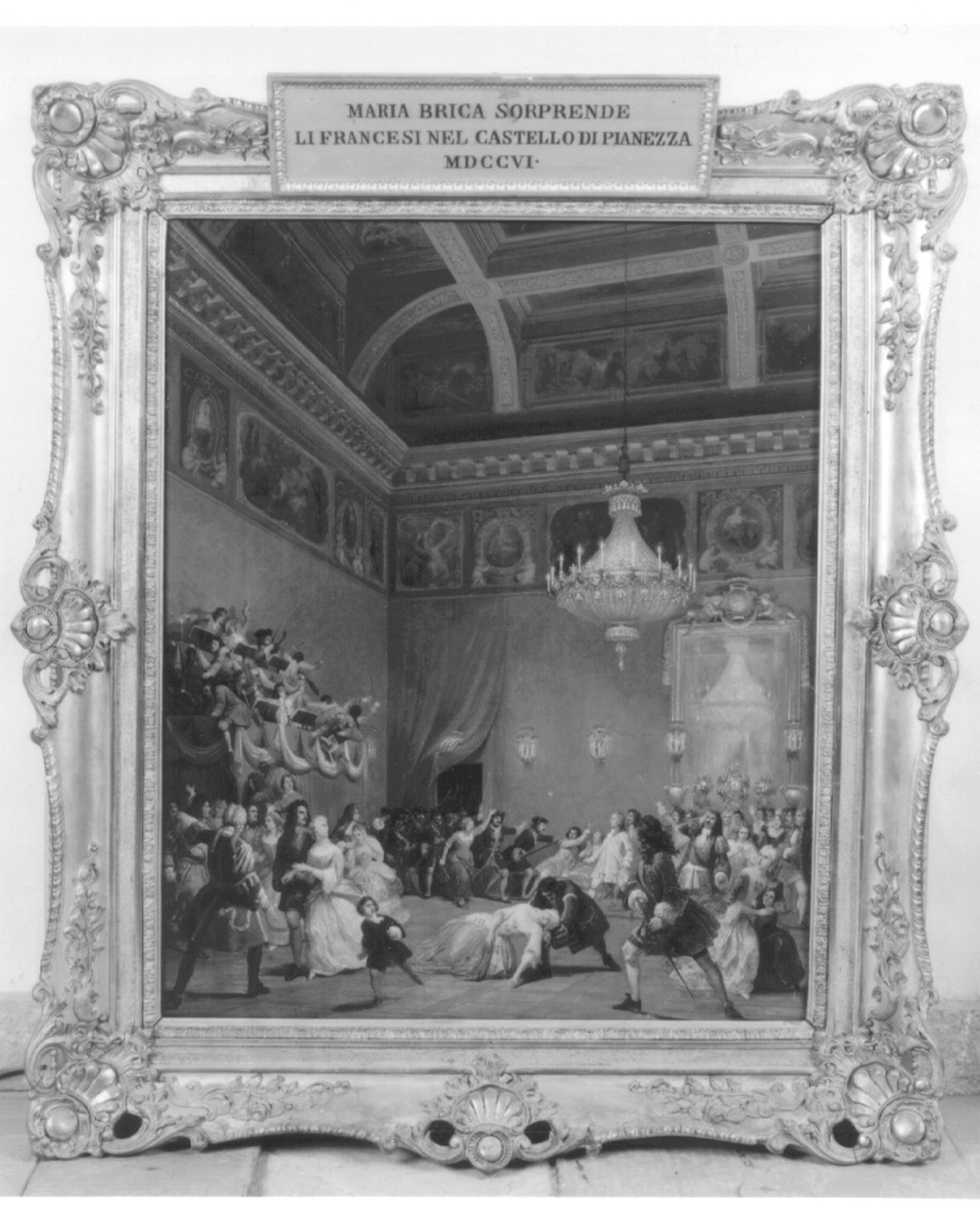
Il dipinto di Francesco Gonin del 1844

Nella memoria storica riguardante la presa del castello, la figura di Bricca non comparve per tutto il XVIII secolo. Nelle narrazioni successive, infatti al comando del gruppo nella galleria risultava il principe di Anhalt e nel castello i soldati erano descritti in spaventata attesa del destino. Questo sino a che il testo di autore anonimo narrò nuovi particolari sulle vicende, citando per la prima volta Maria Bricca.
Centroquaranta anni dopo i fatti, infine, Francesco Gonin fu autore nel 1844, di un importante dipinto commissionato per commemorare l'assedio. Nel dipinto, Maria Bricca è alla testa dei granatieri, brandendo un'ascia, e irrompe nel salone illuminato. La tela è conservata nel Catalogo generale dei Beni Culturali (la stessa scena è ripresa in successive stampe ottocentesche di Giuseppe Zino). La scena rappresenta, oltre alla vicenda storica in sé, soprattutto l'allegoria del popolo che si ribella al dominio francese. Lo storico Goffredo Casalis narrò la vicenda di Maria Bricca solo dopo aver veduto il dipinto di Gonin.
Partendo dalla descrizione del dipinto di Gonin, il Catalogo generale dei Beni Culturali include una breve ma esaustiva disamina che traccia sia il periodo storico in cui le  narrazioni su Maria Bricca nacquero, sia le correlate spinte politiche e sociali:
Il dipinto fu realizzato su commissione di Carlo Alberto re di Sardegna nel 1844, e ricordato in quell'anno da Gonin nel proprio Diario. Il mandato di pagamento della Real Casa risale al 12 marzo 1844. La tela faceva parte della serie di dodici dipinti riferiti alla fedeltà dei sudditi ai sovrani, di vari artisti, destinati ad arredare la Sala del Caffè di Palazzo Reale, rinnovata a partire dal 1841 sia sotto il profilo architettonico sia sotto quello della decorazione. Insieme ai tre ritratti sabaudi (Amedeo VIII di Arienti, Carlo Emanuele I di Molteni e Vittorio Amedeo II di Bezzuoli) e alle tre tele delle "benemerenze culturali" dei Savoia, di Storelli, che completavano l'arredo della sala, il nucleo fu inviato nel gennaio 1898 alla basilica di Superga e sistemato negli appartamenti reali annessi alla basilica.
L'opera figura al n. 192 del "Catalogo della mostra dell'Industria e delle Belle Arti di Torino" tenutasi al Valentino nel 1844 (Torino 1844, p. 49). All'esposizione annuale del Valentino figuravano anche altri due dipinti provenienti da Palazzo Reale dedicati alle gesta di donne eroiche: "Caterina Segurana combatte virilmente sulle mura di Nizza al mare MDXLIII" di Michele Cusa e "La contessa Beatrice di Lucerna risponde eroicamente alle minacce del maresciallo di Brissac" di Angelo Capisani, entrambi commissionati dal re Carlo Alberto.
Dopo aver visto il dipinto, Goffredo Casalis inserì la narrazione dell'episodio nel suo "Dizionario geografico storico-statistico-commerciale degli Stati di S.M. il Re di Sardegna": "L'intrepida Maria con una scure in mano si precipita la prima nella sala, e tale fu lo stupore dei danzanti, che in sulle prime non sapevano indovinare se questa apparizione fosse un colpo di teatro od una sorpresa dei nemici". La scelta dell'episodio si collega alla fortuna del tema dell'assedio di Torino del 1706, accomunante Vittorio Amedeo II con il principe Eugenio di Savoia, e in particolare dalle numerose riprese pittoriche e scultoree del gesto di Pietro Micca realizzate in quest'epoca (anche per la Sala stessa del Caffè, di Michele Cusa).
Per quanto riguarda invece le fonti utilizzate dal sovrano per la committenza di questo genere di pittura storica, rivolta alla celebrazione delle glorie sabaude, ci si deve riferire, più che alle contemporanee opere di Luigi Cibrario e Domenico Promis (autori della "Storia metallica della Monarchia di Savoia" del 1833), a trattazioni storiche di poco precedenti, di carattere più narrativo e divulgativo.
La finalità ideologica generale, insita nel tema del rapporto tra i sudditi e il sovrano, implicava, accanto agli episodi di storia maggiore, anche la ricerca e la scelta di personaggi e vicende di storia locale minore riproposti dalla cultura romantica, come appunto Pietro Micca o Maria Bricca.»
(Catalogo generale dei Beni Culturali)
Oltre al dipinto alle vicende di Maria Bricca è dedicato un monumento bronzeo e marmoreo inaugurato durante il bicentenario (1906) e una colonna all'entrata della Galleria, il monumento riporta la seguente epigrafe:
(Monumento a Maria Bricca)
Nel 1910 il regista Edoardo Bencivenga girò un film su di lei, in cui il suo ruolo era interpretato dalla diva del cinema muto Lidia Quaranta.
Nel 2016 le è stata dedicata una imponente statua marmorea, commissionata allo scultore Gabriele Garbolino Rù, nel centro di Pianezza.
Nel 2010/2011, è stato realizzato un cortometraggio su di lei dal titolo Pianezza 1706 – Maria Bricca.
A ricordare Maria Bricca vi sono inoltre numerose vie a Torino e nelle località limitrofe. La sua abitazione è ancora conservata, e su uno dei muri perimetrali è incastonata una targa commemorativa in marmo (1906).